# Han van Meegeren
Henricus Antonius van Meegeren (Deventer, Overijssel, 10 de octubre de 1889 - Ámsterdam, 30 de diciembre de 1947), más conocido como Han van Meegeren, fue un pintor y retratista neerlandés, y es considerado como uno de los más ingeniosos falsificadores de arte del siglo XX.
Cuando era niño desarrolló un gran entusiasmo por los colores usados por los pintores de la Edad de Oro neerlandesa y más tarde se propuso llegar a ser un artista. Cuando los críticos de arte despreciaron su trabajo, Van Meegeren decidió demostrar su talento falsificando pinturas de algunos de los más famosos artistas neerlandeses, entre ellos Frans Hals, Pieter de Hooch, Gerard ter Borch y Johannes Vermeer. Replicó tan bien los estilos y colores de los artistas copiados que los mejores expertos y críticos de arte de la época consideraron sus pinturas como genuinas y algunas de exquisita factura. Su falsificación más exitosa fue Los discípulos de Emaús, creada en 1937 mientras vivía en el sur de Francia. Esta pintura fue aclamada por algunos de los más importantes expertos de arte como la mejor obra de Vermeer que habían visto.
Durante la Segunda Guerra Mundial, los neerlandeses adinerados, esperando prevenir una venta total del arte neerlandés a Adolf Hitler y al Partido Nazi, compraron vorazmente las falsificaciones de Van Meegeren. Sin embargo, uno de sus "Vermeer" terminó en posesión del Mariscal del Reich Hermann Göring. Después de la guerra, el cuadro en manos de Göring fue descubierto y Han van Meegeren fue arrestado el 29 de mayo de 1945 como colaborador de los nazis, porque pensaron que les había vendido propiedad cultural neerlandesa. Esta acusación le podía acarrear un largo tiempo en prisión así que el asustado Van Meegeren prefirió confesar que era él quien había pintado el cuadro. El 12 de noviembre de 1947 fue condenado por falsificación y fraude y sentenciado a solo un año de prisión, el cual nunca cumplió porque antes de ser encarcelado sufrió un ataque cardíaco y murió el 30 de diciembre de 1947. Se estima que Van Meegeren estafó por valor de varios millones de dólares.

## Desarrollo artístico
Han (diminutivo de Henri o Henricus) van Meegeren nació en 1889 siendo el tercero de cinco hermanos de una familia católica de clase media en la ciudad provinciana de Deventer. Fue hijo de Augusta Louisa Henrietta Camps y de Hendrikus Johannes van Meegeren, profesor de historia y francés del Kweekschool (escuela de profesores) de la misma ciudad.

### Primeros años
En un primer momento, Han se sintió descuidado e incomprendido por sus padres, porque el viejo Van Meegeren prohibió estrictamente el desarrollo artístico de Han y constantemente se burlaba de él. A menudo era forzado por su padre a escribir cientos de veces la frase: "No sé nada, no soy nada, no soy capaz de hacer nada". Mientras asistía a la escuela "Higher Burger School", conoció al profesor y pintor Bartus Korteling (1853-1930), quien llegaría a ser su mentor. Korteling había sido inspirado por Johannes Vermeer y le mostró al joven Van Meegeren cómo Vermeer había realizado la mezcla de sus colores. Korteling rechazaba al movimiento impresionista y a otras tendencias modernas por considerarlas decadentes y degeneradas, y su fuerte influencia personal probablemente llevó a Van Meegeren a rechazar más tarde los estilos contemporáneos y a pintar exclusivamente en el estilo de la Edad de Oro neerlandesa.

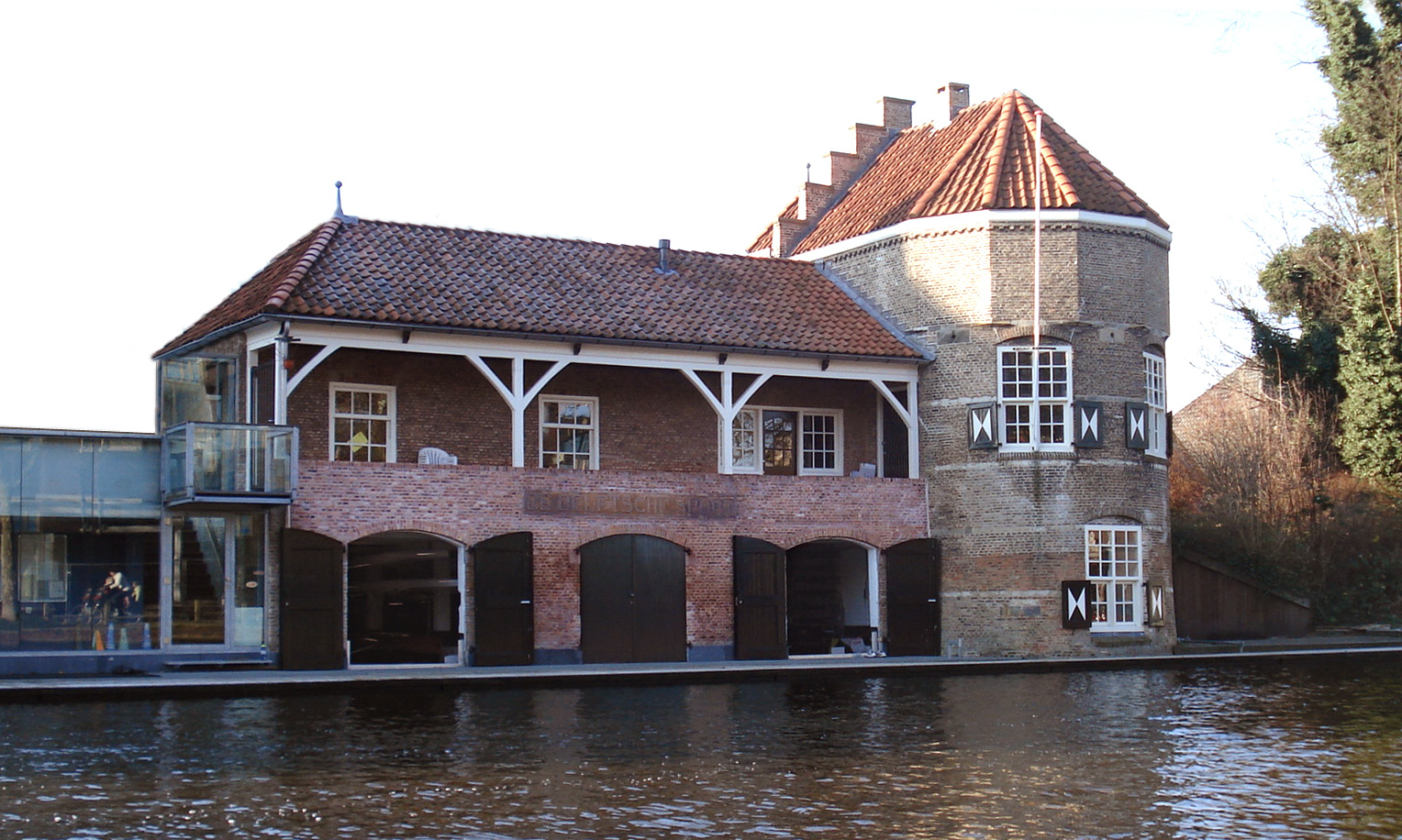
Han van Meegeren diseñó este barco-casa para su club de remo mientras estudiaba arquitectura, entre los años 1907 y 1913.

El padre de Van Meegeren no compartía el amor al arte de su hijo, y en cambio lo animaba a estudiar arquitectura. En 1907 Van Meegeren, obligado por las demandas de su padre, deja el hogar para estudiar en la Technische Hogeschool (Universidad Técnica) de Delft, la ciudad natal de Johannes Vermeer. Además de sus estudios de arquitectura, Van Meegeren recibió lecciones de dibujo y pintura. Durante sus estudios Van Meegeren aprobó fácilmente sus exámenes preliminares, pero debido a que no deseaba ser arquitecto nunca rindió los exámenes finales. Sin embargo demostró ser un arquitecto apto, y de hecho diseñó la sede de su club de remo (véase imagen a la izquierda). Esta construcción aún existe.
En 1913 Van Meegeren abandonó sus estudios de arquitectura y se concentró en el dibujo y la pintura en la escuela de artes de La Haya. El 8 de enero de 1913 recibió la prestigiosa Medalla de Oro de la Universidad Técnica de Delft por su Estudio del Interior de la Iglesia de San Lorenzo (Laurenskerk) en Róterdam. El premio era entregado cada cinco años al estudiante que creara el mejor trabajo, y era acompañado por una medalla de oro.
El de 18 de abril de 1912, Van Meegeren contrajo matrimonio con una compañera estudiante de artes, Anna de Voogt, que ya estaba embarazada de su primer hijo. Después de la ceremonia nupcial, la pareja se fue vivir con la abuela de Anna en Rijswijk. Su hijo, Jacques Henri Emil, nació el 26 de agosto de 1912 en esa ciudad. Jacques van Meegeren también fue pintor, y murió el 26 de octubre de 1977 en Ámsterdam.

### Carrera como pintor
En el verano de 1914 Van Meegeren se mudó con su familia a Scheveningen. Dio su examen en la Real Academia de Artes de La Haya, recibiendo su diploma de dibujo el 4 de agosto de 1914. El diploma le permitía dar clases, y pronto tomó el cargo de asistente del profesor de dibujo y de historia del arte por un pequeño salario mensual de 75 florines. En marzo de 1915 nació su hija Pauline (más tarde llamada Inez). Para complementar sus ingresos, Han dibujaría carteles e ilustraciones (generalmente tarjetas de Navidad, bodegones, paisajes y retratos) para comerciantes de arte. Muchas de estas pinturas son bastante valoradas hoy en día.
Van Meegeren mostró públicamente sus primeras pinturas en La Haya, cuando fueron exhibidas entre abril y mayo de 1917. En diciembre de 1919 fue aceptado como un selecto miembro del Haagse Kunstkring, una exclusiva sociedad de escritores y pintores. En su estudio de La Haya, frente al palacio real Huis ten Bosch, Van Meegeren pintó el dócil corzo perteneciente a la princesa Juliana. Realizó muchos bosquejos y dibujos de venados y en 1921 pintó Hertje ("El cervatillo"), que llegó a ser muy popular en los Países Bajos. Van Meegeren realizó muchos viajes a Bélgica, Francia, Italia e Inglaterra y tuvo fama como un retratista talentoso. Ganó magníficos honorarios a través de comisiones de los círculos ingleses y estadounidenses, que pasaban sus vacaciones en la Costa Azul francesa. Sus clientes estaban impresionados por su conocimiento de las técnicas de los maestros neerlandeses del siglo XVII. Durante toda su vida Van Meegeren pintaría cuadros los cuales firmaría con su propia firma, enormemente diferente a las marcas que usaba en sus falsificaciones.
Su segunda exhibición, cinco años después, esta vez de pinturas religiosas, se vendió bien pero fue rechazada por la crítica sin piedad. En la muestra había un aviso de lo que sería la "Cena de Emaús", una pintura que representa a Jesús, cuando se apareció a dos discípulos después de su muerte, siendo reconocido en el momento de partir el pan para ellos.
Según todas las versiones, fue la infidelidad la responsable de la ruptura del matrimonio de Van Meegeren con Anna de Voogt, y se divorciaron el 19 de julio de 1923. Anna se marchó a París junto a sus hijos, donde de tiempo en tiempo Van Meegeren visitaba a sus vástagos. Se dedicó al retratismo y comenzó la producción de falsificaciones, como una forma de aumentar sus ingresos.
En 1928 se volvió a casar, en Woerden, con la actriz Johanna Theresia Oerlemans (también conocida por su nombre artístico Jo van Walraven), con quien había vivido los últimos tres años. Jo había estado casada con el crítico de arte y periodista, Dr. C.H. de Boer (Karel de Boer), y llevó a su hija Viola a la casa de Van Meegeren. Jo permanecería a su lado el resto de su vida, aparentemente indulgente con sus maneras extravagantes y libertinas, además de su alcoholismo, que llegaría a ser un problema en los últimos años. Durante la guerra, Van Meegeren mantuvo una casa separada en Ámsterdam para fiestas. Después de 1932, estuvo en casas de la Riviera Francesa, donde Van Meegeren podía evadir más fácilmente las preguntas acerca de su misteriosa riqueza.

## Las falsificaciones

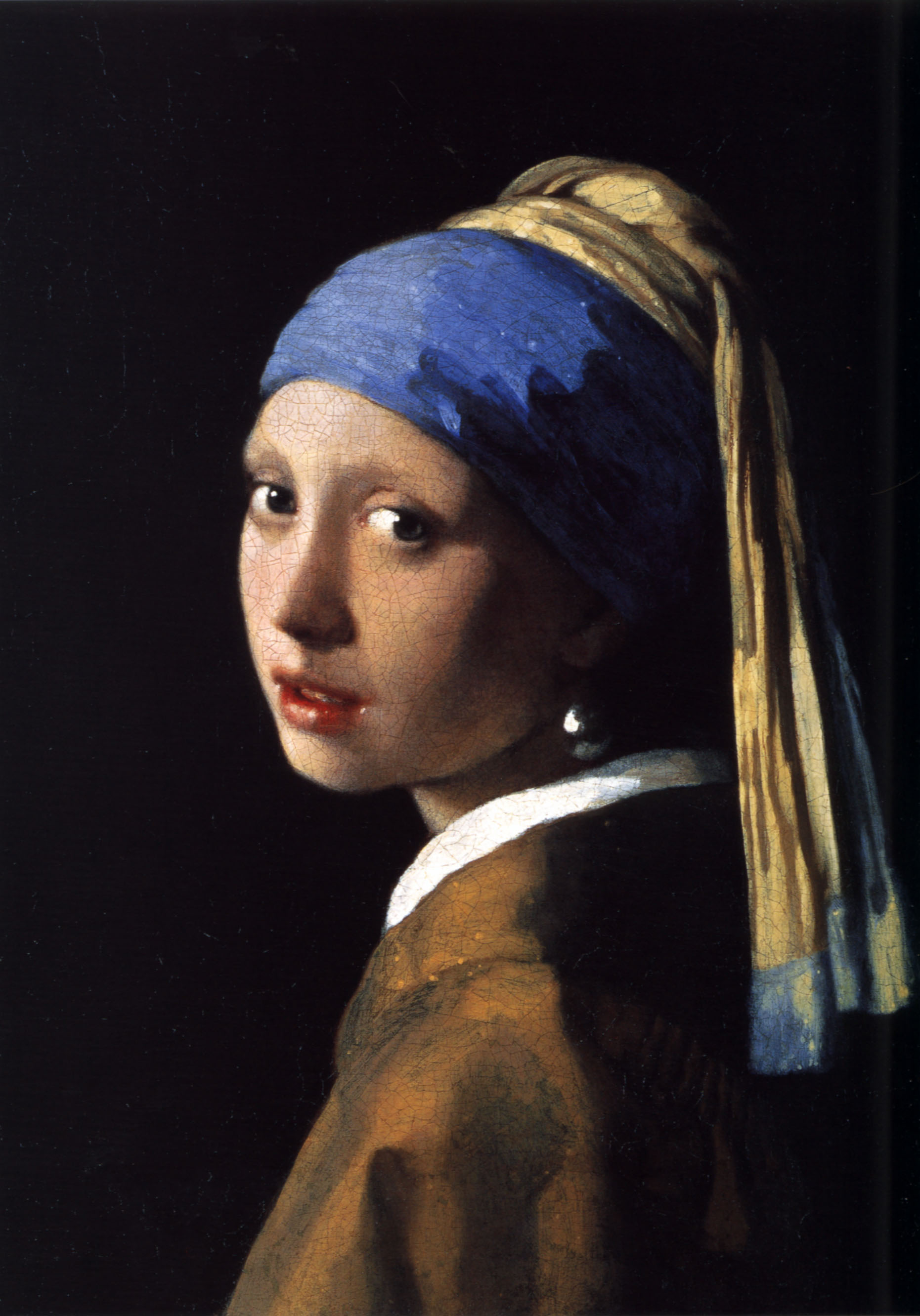
La joven de la perla, de Johannes Vermeer, uno de los artistas más imitados por Han van Meegeren.

La iniciación de Van Meegeren en el submundo de los estafadores de arte de La Haya fue fechada en el año 1920, a más tardar. Su mentor fue un comerciante y pintor, Theo van Wijngaarden, que había aprendido el negocio del engaño de Leo Nardus. Nardus embaucó a millonarios estadounidenses con innumerables copias, frescos falsos y extravagantes obras desconocidas de artistas famosos hasta 1908, cuando un panel de expertos que incluía a Bernard Berenson y Roger Fry, se reunieron en el hogar de Filadelfia del magnate automotriz P. A. B. Widener y concluyeron que su colección valía menos del cinco por ciento de lo que Nardus le había cobrado. Descubierta la trampa pero sin exponerla (para ahorrarle a Widener y a otros millonarios engañados la vergüenza pública), Nardus fue dejado libre y pudo gozar de su pasión por el ajedrez y la esgrima donde ganó una medalla de bronce para el equipo neerlandés en los Juegos Olímpicos de 1912. Por su parte, Van Wijngaarden, con menos recursos, perfeccionó una técnica para engañar las pruebas de edad de las pinturas: frotando con alcohol. Mantenía una red de cómplices bien colocados que se extendían entre Londres y Berlín, quienes podían manejar los fraudes dentro de los comercios establecidos. Carecía de productos de primer nivel, y pintaba bien pero no lo suficiente. Necesitaba un protegido y lo encontró en Van Meegeren.
En los Países Bajos, Han van Meegeren se había convertido en un conocido y próspero pintor. Sus obras Hertje (1921) y Straatzangers (1928) fueron particularmente populares, y hasta 1927 había recibido principalmente elogios por parte de los críticos. Sus primeras imitaciones las pintó en 1923. En 1928, la similitud de sus pinturas con las de los antiguos maestros comenzó a suscitar el reproche de la crítica neerlandesa, la cual en esa época estaba más interesada en el cubismo, el surrealismo y otros movimientos modernos. Se dijo que el talento de Van Meegeren estaba solo en la imitación y que por eso era limitado. Un crítico escribió que Van Meegeren era "un técnico talentoso que ha hecho un tipo de réplica compuesta de la escuela renacentista, tiene todas las virtudes menos la originalidad". En respuesta a estos comentarios Van Meegeren publicó una serie de artículos agresivos en el periódico mensual De Kemphaan. Entre abril de 1928 y marzo de 1930, y junto al periodista Jan Ubink, Van Meegeren rabió en contra de la comunidad artística, lo que causó la pérdida de la simpatía de la crítica.
Van Meegeren sintió que su genio había sido erróneamente despreciado, y se puso a trabajar para probar a la crítica que él no sólo podía copiar el estilo de los maestros neerlandeses, sino que podía realizar unas obras de arte tan magníficas que rivalizarían con las obras de ellos. Se mudó con su segunda esposa, Jo, al sur de Francia y comenzó los preparativos para la falsificación máxima, lo que le tomó seis años (1932-1937). En una serie de primeros ejercicios falsificó trabajos de Frans Hals, Pieter de Hooch, Gerard ter Borch y de Johannes Vermeer. Para el final eligió falsificar la obra maestra del pintor neerlandés Johannes Vermeer. Vermeer no fue tan conocido sino hasta principios del siglo XX; sus trabajos son escasos (solo cerca de 35 han sobrevivido) y extremadamente valiosos.
Han Meegeren se sumergió en las biografías de los antiguos maestros, estudiando sus vidas, sus ocupaciones, sus técnicas y sus catálogos. En octubre de 1932, el Dr. Abraham Bredius publicó un artículo acerca de una obra recientemente descubierta de Vermeer, la cual describió como una pintura sobre un Hombre y Mujer en una Espineta. La pintura fue vendida más tarde al banquero de Ámsterdam, Dr. Fritz Mannheimer.

### Inventando la "falsificación perfecta"
En 1932 Van Meegeren y su segunda esposa se mudan a la villa de Roquebrune-Cap-Martin. Ahí se propone definir los procedimientos técnicos y químicos necesarios para crear sus falsificaciones perfectas. Compra lienzos auténticos del siglo XVII y mezcla sus pinturas con materiales crudos (como lapislázuli, albayalde, añil y cinabrio) usando antiguas fórmulas para asegurar su autenticidad. Además usó pinceles de pelo de tejón, similares a los que se sabía que usaba Vermeer y ciertos productos químicos para que sus pinturas parecieran tener 300 años. Después de terminar una pintura, las horneaba entre 100 y 120 °C para endurecerlas y luego las enrollaba en un cilindro para aumentar las grietas. Finalmente lavaba las pinturas en tinta china para rellenar las grietas.

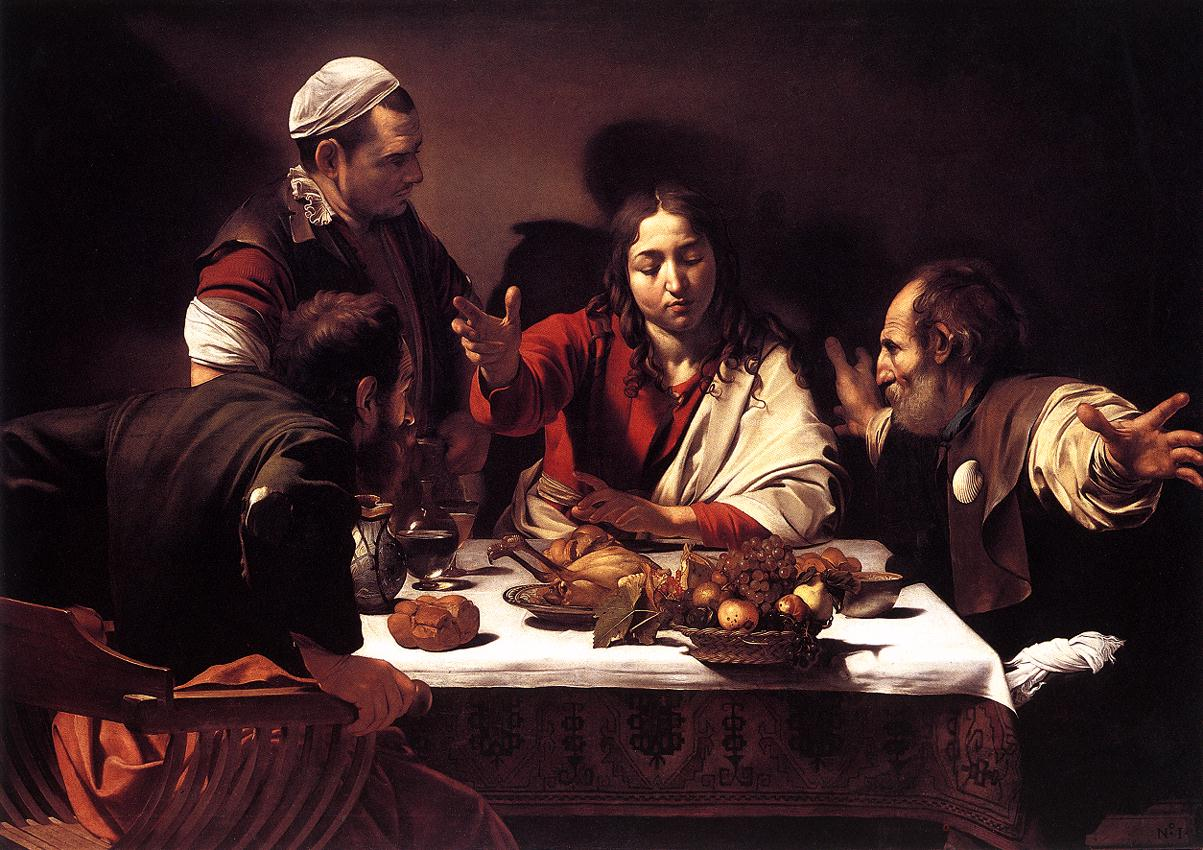
La cena de Emaús, obra de Caravaggio, en la que se basó Van Meegeren para realizar una de sus falsificaciones más famosas.

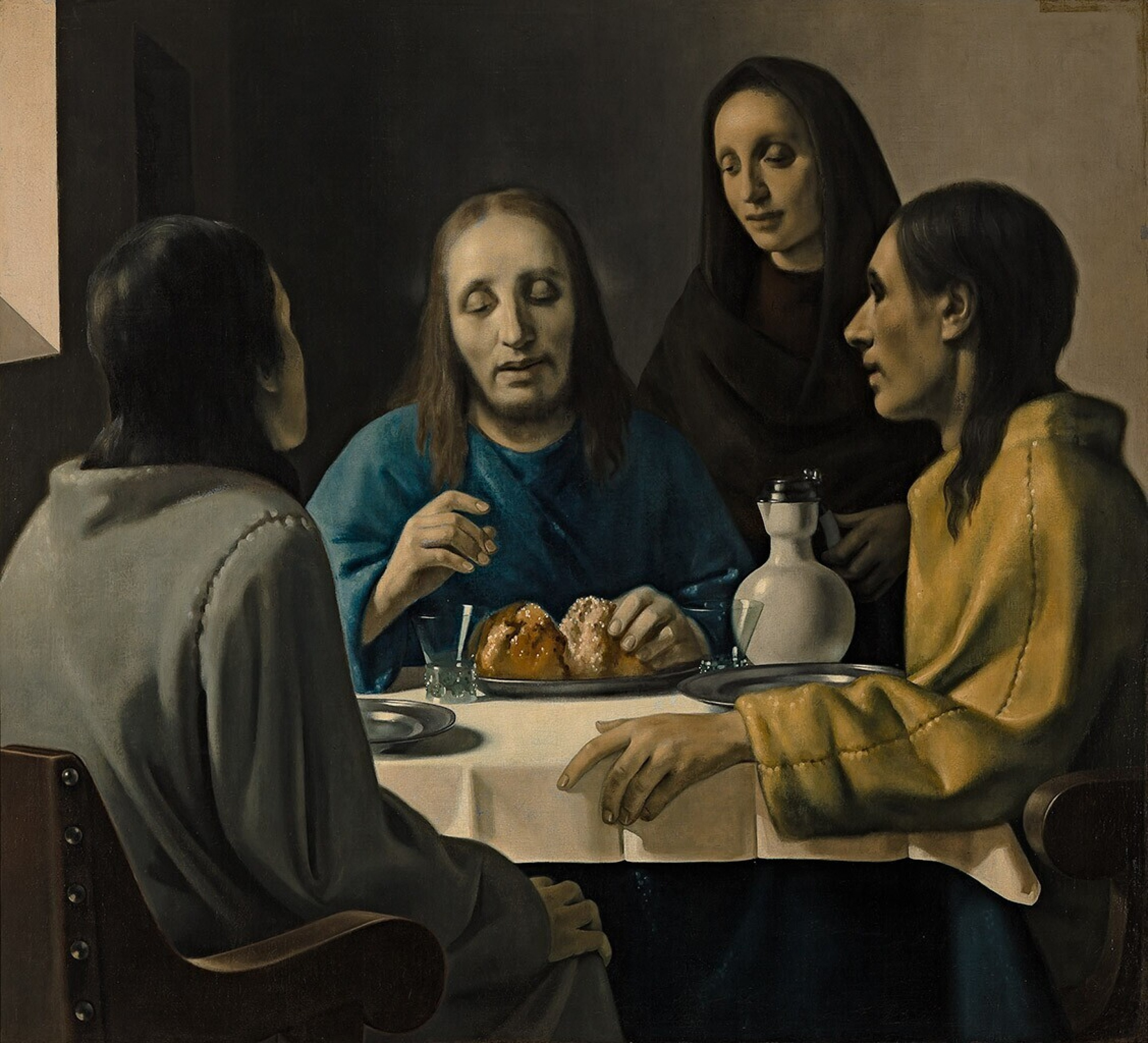
La cena de Emaús pintada por Van Meegeren al estilo de Vermeer.

Le tomó seis años elaborar sus técnicas. Dos de las pinturas usadas en las pruebas también eran de Vermeer. Van Meegeren no las vendió, y ambas están actualmente en el Rijksmuseum.
Después de un viaje a los Juegos Olímpicos de Berlín 1936, Van Meegeren pintó Los discípulos de Emaús, usando los colores azul marino y amarillo que usaban Vermeer y los pintores de la Época de Oro. Al saber que los expertos habían asumido que Vermeer había estudiado en Italia, Van Meegeren usó La cena de Emaús de Caravaggio, localizado en la Pinacoteca de Brera, como modelo para su próximo trabajo. Siempre había buscado seguir los pasos de los maestros, y sintió que con esta obra lo había logrado. Dio esta falsificación a su amigo el abogado C. A. Boon, diciéndole que era un Vermeer original, y le pidió que se lo mostrara al famoso experto Dr. Abraham Bredius, quien vivía cerca de Mónaco. Bredius la examinó en septiembre de 1937, y a pesar de unas dudas iniciales la aceptó como un Vermeer genuino.
La pintura fue adquirida por la Rembrandt Society por 520.000 florines (alrededor de US$4.000.000 actuales) con la ayuda del magnate naviero Willem van der Vorm, y donado al Museo Boymans Van Beuningen de Róterdam. En 1938, la obra fue destacada en una exhibición especial en el Museo de Róterdam junto a otras 450 obras maestras neerlandesas datadas entre el 1400 y el 1800.
En el verano de 1938, Han van Meegeren se mudó a Niza. Usando lo recaudado por la venta de Los discípulos de Emaús, compró una propiedad de 12 habitaciones en Les Arènes de Cimiez. En sus paredes colgó varias obras de los maestros, esta vez genuinas. Aquí fueron realizadas dos de sus mejores falsificaciones, con la firma de Pieter de Hooch. Además pintó una Última Cena en el estilo de Vermeer.
En septiembre de 1939, con las amenazas de la inminente Segunda Guerra Mundial, Van Megeeren volvió a los Países Bajos. Se hospedó en un hotel de Ámsterdam por varios meses y en 1940 se mudó a la villa de Laren. Durante 1941 compendió sus diseños, los cuales se publicarían en 1942 como Han van Meegeren: Teekeningen I, un enorme y lujoso libro. Durante este tiempo también hizo varias falsificaciones, todas ellas firmadas por Vermeer. El 18 de septiembre de 1943 se separó de su segunda esposa, Jo Oerlemans. Pero el divorcio fue realizado solo como una formalidad para transferir gran parte de su capital a la cuenta de ella como salvaguarda contra las incertidumbres de la guerra.
En diciembre de 1943 se mudaron a Ámsterdam, donde ocuparon una residencia en uno de los más exclusivos barrios de la ciudad. Sus falsificaciones le habían aportado entre 5,5 y 7,5 millones de florines (aproximadamente US$25 a 30 millones actuales). Usaba el dinero para adquirir gran cantidad de bienes raíces, joyas y obras de arte, además de mantener su lujoso estilo de vida. En una entrevista de 1946, afirmó tener 52 casas y 15 casas de campo en Laren, entre ellas hermosas mansiones a lo largo de los famosos canales de Ámsterdam.

### La falsificación de Hermann Göring

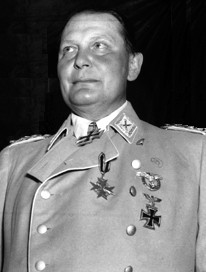
El Mariscal del Reich Hermann Göring, uno de los últimos embaucados por Han van Meegeren.

Durante la ocupación de los Países Bajos por parte de la Alemania Nazi, uno de los agentes de Van Meegeren vendió un Vermeer falsificado, Cristo con la adúltera, al banquero y comerciante de arte nazi Alois Miedl, en 1942. Los expertos pudieron haberlo identificado como falso debido a que como la salud de Van Meegeren había decaído, lo mismo ocurrió con sus trabajos. Era adicto al tabaco y a las píldoras para dormir y bebía fuertemente. Por fortuna para Van Meegeren no había Vermeer genuinos disponibles para comparar, porque la mayoría de las pinturas de los museos estaban en almacenes protectores para prevenir posibles daños producidos por la guerra. Posteriormente, Miedl vendió la obra al Mariscal del Reich Hermann Göring por 1,65 millones de florines (US$7 millones actuales).
Göring expuso la falsificación en su residencia de Carinhall (65 kilómetros al norte de Berlín). El 25 de agosto de 1943 ocultó su colección de obras de arte saqueadas, incluyendo el Cristo y la adúltera, en una mina de sal austríaca junto a otras 6.750 obras de arte saqueadas por los nazis. El 17 de mayo de 1945, las fuerzas aliadas entraron en la mina, donde el capitán Harry Anderson descubrió el previamente desconocido "Vermeer".
En mayo de 1945, las fuerzas aliadas interrogaron al banquero y comerciante de arte Alois Miedl referente al recientemente descubierto Vermeer. Basados en la confesión de Miedl la pintura fue rastreada hasta llegar a Van Meegeren. El 29 de mayo de 1945 Han van Meegeren fue arrestado y acusado de fraude y de ayudar y amparar al enemigo. Quedó en prisión preventiva en la cárcel de Weteringschans. Las autoridades amenazaron a Van Meegeren con una larga condena por los cargos de presunto colaborador nazi y saqueador de propiedad cultural neerlandesa. Ante este oscuro panorama, y después de pasar tres días en prisión, confesó ser el autor de las falsificaciones atribuidas a Vermeer y Pieter de Hooch. Tomó algún tiempo verificar esta información y Van Meegeren estuvo detenido varios meses en el cuartel general del Comando Militar en Ámsterdam. Entre julio y diciembre de 1945, y en presencia de reporteros y testigos, Van Meegeren pintó su última falsificación, Jesús entre los doctores, también llamado El joven Cristo en el templo. Después del juicio fue trasladado a la prisión Blauwkapel. Fue liberado en enero o febrero de 1946.

## Juicio, sentencia y muerte

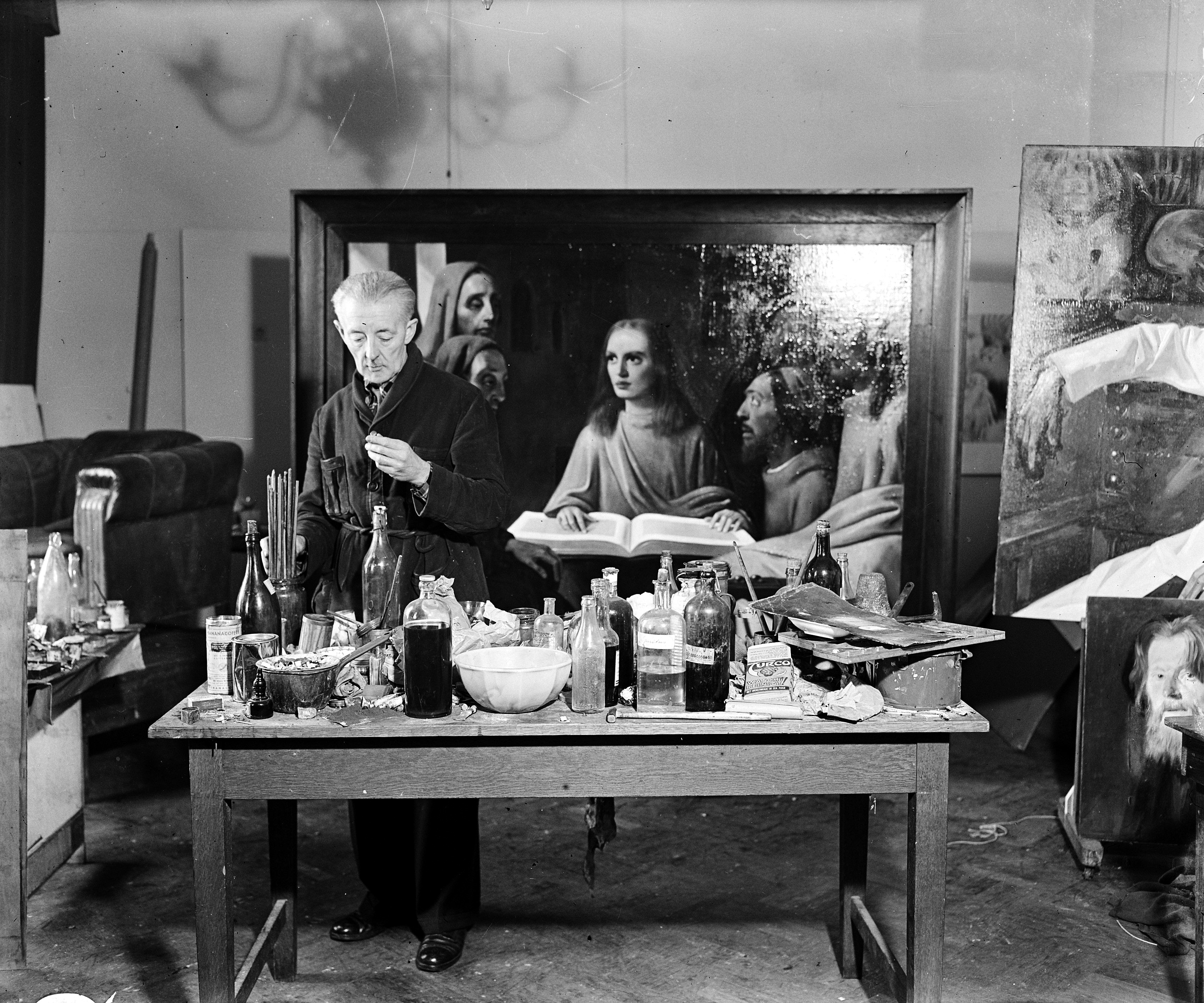
Han van Meegeren y Jesús entre los doctores, también llamado El joven Cristo en el templo.

El juicio a Han van Meegeren comenzó el 29 de octubre de 1947 en la sala 4 de la Corte Regional de Ámsterdam. Los cargos de colaboración habían sido rebajados cuando el panel de expertos dictaminó que el "Vermeer" vendido a Hermann Göring era una falsificación y por lo tanto no era propiedad cultural de los Países Bajos. El fiscal público, H. A. Wassenbergh, levantó cargos de falsificación y fraude contra Han van Meegeren, y demandó que el acusado cumpliera dos años en prisión por sus crímenes.
La corte encargó a un grupo internacional de expertos que discutieran la autenticidad de las pinturas de Van Meegeren. La comisión incluía a conservadores, profesores y doctores de los Países Bajos, Bélgica e Inglaterra, y era encabezado por el director del laboratorio químico de los Museos reales de Bellas Artes de Bélgica, Dr. Paul Coremans. La comisión examinó las pinturas de Vermeer y de Frans Hals que Han van Meegeren había diseñado como falsificaciones. Con la ayuda de la comisión, el Dr. Coremans fue capaz de determinar la composición química de las pinturas de Van Meegeren. Descubrió que Van Meegeren había preparado sus pinturas mezclándolas con la unión plástica del agente Albertol, una resina de fenolformaldeído. Una botella con exactamente ese ingrediente fue encontrada en el estudio de Van Meegeren. Este componente químico fue lanzado y elaborado en el siglo XX, probando que los "Vermeer" y los "Frans Hals" examinados por la comisión no fueron pintados por los maestros neerlandeses en el siglo XVII, sino que fueron esfuerzos recientes hechos por Van Meegeren. De este modo, los resultados obtenidos por la comisión parecían confirmar que los trabajos eran falsificaciones creadas por Van Meegeren, pero su autenticidad continuaría siendo debatida por algunos expertos hasta 1967 y 1977, cuando fueron usadas nuevas técnicas de investigación para analizar las pinturas.
El 12 de noviembre de 1947 la Cuarta Cámara de la Corte Regional de Ámsterdam declaró a Han van Meegeren culpable de falsificación y fraude, y fue sentenciado a una prisión mínima de un año. El 26 de noviembre de 1947, el último día para apelar al fallo, Van Meegeren sufrió un ataque cardíaco y fue llevado al hospital Valeriuskliniek de Ámsterdam. En el hospital, Van Meegeren sufrió un segundo ataque el 29 de diciembre, y fue declarado muerto a las 17 horas del 30 de diciembre de 1947 a los 58 años de edad. Su familia y varios cientos de amigos asistieron a su funeral en la capilla Driehuis Westerveld Crematorium. En 1948 su féretro fue enterrado en el cementerio general de la villa de Diepenveen (Municipalidad de Deventer).

## Secuelas
La corte ordenó que el patrimonio de Van Meegeren fuera subastado y lo recaudado por la venta de sus propiedades y falsificaciones fuera reembolsado a los compradores de sus trabajos y se pagaran los impuestos por la venta de sus pinturas. En diciembre de 1945 Van Megeeren se había declarado en bancarrota. El 5 y 6 de septiembre de 1950, el mobiliario y otras posesiones de la casa de Van Meegeren en Ámsterdam fueron subastados por orden de la corte, junto a otras 738 piezas de mobiliario y obras de arte, que incluían numerosas pinturas de su colección privada. La casa fue subastada por separado el 4 de septiembre. Junto a su casa de Ámsterdam, estimada en 65.000 florines, lo recaudado en total sumó 123.000 florines. La obra sin firmar de Van Megeeren, La última cena I, fue comprada por 2300 florines, mientras que la falsificación Jesús entre los doctores (pintada mientras estaba detenido) se vendió en 3.000 florines (alrededor de US$7.000 actuales). Actualmente la pintura cuelga en una iglesia de Johannesburgo. La venta del patrimonio completo de Van Meegeren se estima que sumó 242.000 florines (medio millón de dólares actuales).
Durante todo el juicio y bancarrota, Van Megeeren mantuvo que su segunda esposa, Jo, no tuvo nada que ver con la creación y venta de las falsificaciones. Una gran parte de su considerable riqueza había sido transferida a ella cuando se divorciaron durante la guerra, y el dinero habría sido confiscado si durante el juicio se la hubiera declarado cómplice. A todos los autores, periodistas y biógrafos Van Megeeren les dijo la misma historia: "Jo no lo sabía" y se le creyó. Sin embargo algunos biógrafos creen que Jo debía haber sabido la verdad. Su participación nunca fue probada, por lo que pudo conservar su importante capital. Jo sobrevivió a su marido muchos años, siempre con grandes lujos, hasta su muerte a los 91 años.

### La objeción de M. Jean Decoen
M. Jean Decoen, un experto y restaurador de arte de Bruselas, indicó en su libro de 1951 que creía que dos de las pinturas de Van Megeeren, Los discípulos de Emaús y La última cena II, eran Vermeer genuinos. Decoen llegó a establecer que las conclusiones del equipo del Dr. Paul Coremans estaban equivocadas y que las pinturas debían ser examinadas nuevamente.
El comprador de La última cena II y otras pinturas, el empresario naviero Daniel George van Beuningen, exigió que el Dr. Paul Coremans admitiera públicamente que había errado en su análisis de las pinturas de Van Megeeren. Cuando Coremans se negó, Van Beuningen lo demandó, afirmando que la injusta calificación que hizo Coremans de La última cena II disminuyó el valor de su "Vermeer" y pidió una compensación de £500.000 (US$10 millones actuales). El juicio se fijó para el 2 de junio de 1955 pero fue retrasado debido a que Van Beuningen murió el 29 de mayo de 1955. Aproximadamente siete meses después la corte escuchó el caso a nombre de los herederos de Van Beuningen, pero falló en favor de Coremans y los descubrimientos de la comisión fueron confirmados.